# Bistum Gumla

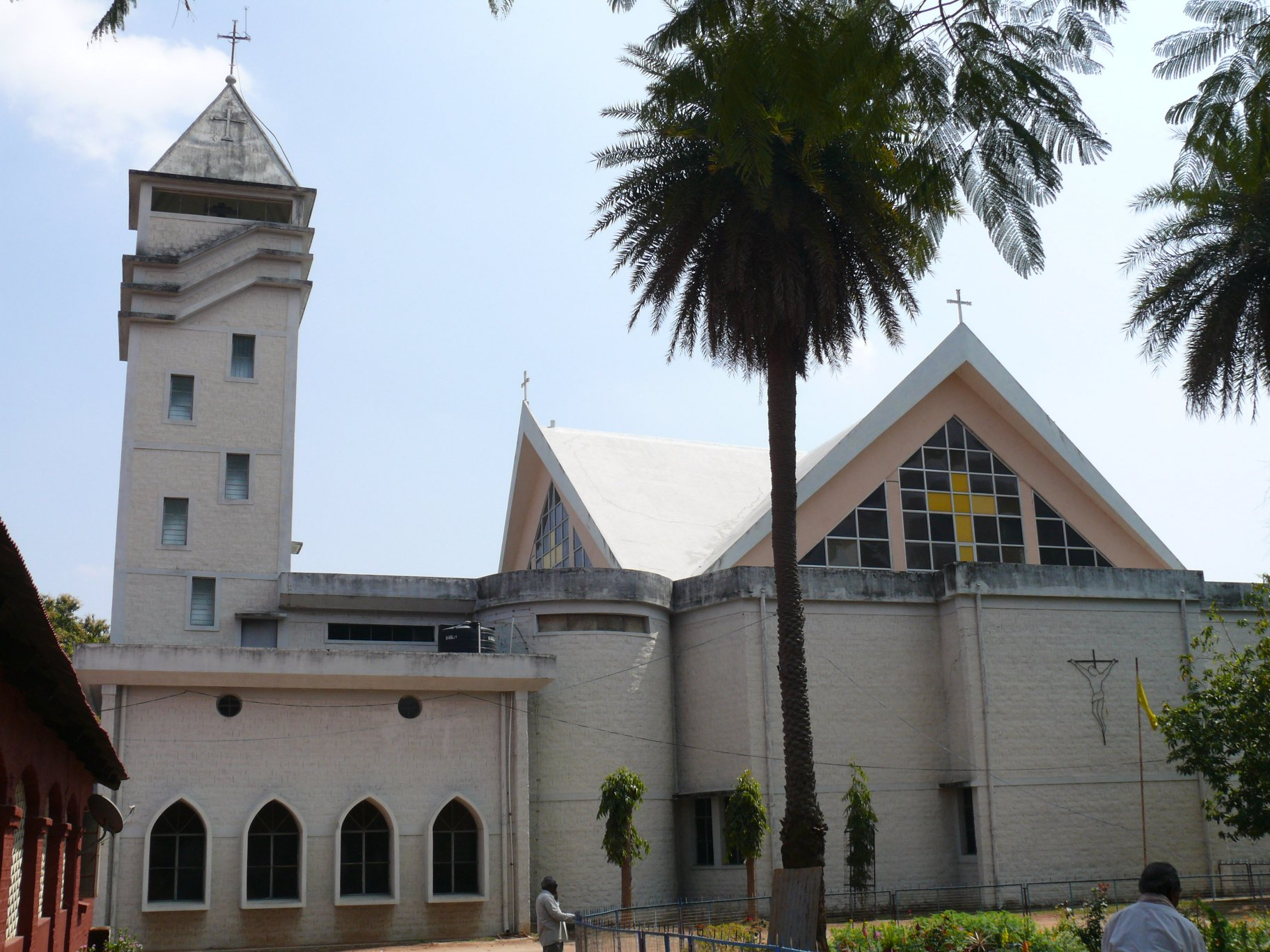
Gumla, St. Patricks-Kathedrale

Das Bistum Gumla (lat.: Dioecesis Gumlaënsis) ist eine in Indien gelegene römisch-katholische Diözese mit Sitz in Gumla.

## Geschichte
Das Bistum Gumla wurde am 28. Mai 1993 durch Papst Johannes Paul II. mit der Apostolischen Konstitution Quo aptius aus Gebietsabtretungen des Erzbistums Ranchi errichtet und diesem als Suffraganbistum unterstellt.

## Territorium
Das Bistum Gumla umfasst den Distrikt Gumla im Bundesstaat Jharkhand.

## Bischöfe von Gumla
- Michael Minj SJ, 1993–2004
- Paul Alois Lakra, 2006–2021
- Linus Pingal Ekka, seit 2023